# John Carter (ambassadeur)
Pour les articles homonymes, voir John Carter et Carter.
John Carter, né le 27 janvier 1919 à Cane Grove Village, sur la côte est de Démérara, en Guyane britannique et mort le 23 février 2005, est un ambassadeur du Guyana.

## Biographie
John Carter est né le 27 janvier 1919 à Cane Grove Village. 
John Carter est diplômé du Queen’s College et de l'Université de Londres. 
John Carter est nommé premier ambassadeur du Guyana aux États-Unis en 1963,.
John Carter est ensuite nommé haut-commissaire au Royaume-Uni en 1970 et ambassadeur en Chine en 1976.
En 1966, John Carter devient Sir John Carter, titre conféré par la reine Élizabeth II. Il est fait membre de l'Ordre de Roraima en 1984.
John Carter meurt le 23 février 2005.